# Observatorio Profesional de Protocolo y Organización de Eventos
El Observatorio Profesional de Protocolo y Organización de Eventos (OPPE) es una asociación gremial del sector del protocolo y organización de eventos creada en 2020.

## Historia
El Observatorio Profesional de Protocolo y Organización de Eventos (OPPE) nace de la voluntad decidida, en el transcurso de las Jornadas virtuales promovidas por un grupo de profesionales durante la pandemia del Covid´19, y como consecuencia de la
necesidad de aunar criterios ante una situación nunca vivida antes en el sector y por la intensidad de los debates que hacía necesario darles forma en una entidad específica capaz de aglutinar estudios, debates e informes que puedan contribuir a un mejor
ejercicio de la profesión.
Este Observatorio, unión de profesionales de lo que, de siempre, nació con vocación de servicio, con la decidida voluntad de asentar en nuestra sociedad el nombre del Protocolo y la Organización de Eventos y su constantes crecimiento, como disciplina académica y como estilo de trabajo en el silencio, sin pretender el aplauso, a trabajar sin firma, a colaborar sin nombre, a
entregarse sin premio y a sentir el valor de lo oculto en el día a día. (Rafael Vidal Gómez de Travecedo. Presidente del Observatorio Profesional de Protocolo y Eventos)

## Actividades y objetivos
Bajo la fórmula jurídica de asociación, el Observatorio Profesional de Protocolo y Organización de Eventos está formado por profesionales de casi todas las comunidades autónomas y de diferentes sectores, como el campo institucional, empresarial, deportivo, social y otras especializaciones.
Busca ser un referente en el ámbito de la unificación de criterios y la actualización de una profesión que trata continuamente de dar respuestas a las necesidades que exigen los tiempos.
Sus objetivos son:
- Observar: Identificar y analizar la situación real del sector, sus carencias, necesidades y tendencias.
- Investigar: establecer métodos de estudio, investigación y análisis de la profesión que permitan un conocimiento fiable y actualizado del sector desde las diferentes perspectivas de acercamiento.
- Compartir y difundir: El Observatorio Profesional de Protocolo y Eventos ha creado un fondo de documentación que facilite ese acercamiento y los trabajos de investigación, además del compromiso de comunicar y difundir los resultados de investigación obtenidos.

- Impulsar: Analizar las tendencias y promover la innovación en sector del protocolo y eventos sin olvidar las necesidades de responsabilidad social corporativa que deben imperar en nuestra sociedad.

## Organización
Sus órganos principales están constituidos por la Asamblea General, donde se integran los miembros fundadores y representantes de todas las asociaciones españolas de protocolo y eventos, profesionales de diferentes sectores e investigadoras e
investigadores especialistas en la materia.
Su órgano de gobierno principal lo constituye la Junta Directiva de la que dependen las diferentes comisiones de trabajo
creadas en función de las necesidades.
Para lograr alcanzar criterios comunes, organiza reuniones y encuentros abiertos a los profesionales, donde se trata de oír la voz de quienes desean aportar criterios y reflexiones que luego las diferentes comisiones darán forma en documentos que se
pondrán al servicio de la profesión.
Cualquier profesional puede colaborar en este Observatorio bajo la denominación de socio colaborador y participar de forma efectiva en los trabajos que vaya asumiendo en cada momento.

## Las jornadas virtuales de protocolo
Durante la pandemia del Covid´19, cientos de profesionales de todos los lugares del mundo se reunieron en unas emotivas jornadas virtuales, con el objeto de adaptarse y aportar soluciones a una nueva sociedad que nacía desde las profundidades del sufrimiento, pero con la inmensa fuerza de la esperanza y la superación.
Las jornadas virtuales comenzaron a celebrarse el 31 de marzo de 2020, con la participación de profesionales, expertos, profesores y alumnos en los campos laborales y académicos del protocolo y la organización de eventos. Comenzaron celebrándose
todos los martes, por lo que muy pronto se conocieron como los “martes de protocolo” donde, en ocasiones, más de 400 de personas compartían pantalla, debates, tristeza, sonrisas, así como brillantes ideas y propuestas.
En abril de 2020, fruto de los distintos encuentros, se elaboró un Decálogo de actuaciones, que recogía una serie de recomendaciones que podrían ser tenidas en cuenta por las Administraciones, instituciones, entidades públicas y privadas, además
de por los profesionales del protocolo, a la hora de diseñar y organizar los actos o eventos.
En las distintas jornadas virtuales celebradas, se han tratado temas tan diversos como las líneas de saludo y las fotos de familia, la Comunicación versus protocolo, el protocolo de género, los regalos institucionales y corporativos, el uso del himno
nacional en congreso políticos, el acto del Día de la Comunidad de Madrid, la Unidad Militar de Emergencias y el protocolo de la ONU en Zona de Operaciones, protocolo deportivo como gestores de emociones, la Jura de la Constitución de S.A.R. la princesa de Asturias y el Real Decreto 2099/83, 40 años después.

## Eventos celebrados
El Observatorio Profesional de Protocolo y Eventos ha celebrado tres congresos desde su creación.
La primera edición del Congreso de protocolo y eventos se celebró en Santiago de Compostela los días 11, 12 y 13 de noviembre de 2021, donde se reunieron más de 200 profesionales del protocolo y los eventos. La inauguración del congreso corrió a
cargo del presidente de la Xunta de Galicia, Alberto Núñez Feijoo, el alcalde De Santiago de Compostela, Xosé Antonio Sánchez Bugallo, el arzobispo D. Julián Barrio y el presidente del Observatorio Profesional de Protocolo y Eventos, Rafael Vida.
El II Congreso de Protocolo y Eventos se celebró en la ciudad de Mérida, capital de Extremadura, entre el 10 y el 12 de noviembre de 2022, por su localización e historia, por la oferta cultural y de ocio de la propia ciudad, y ser un destino turístico de primer orden. La inauguración del congreso corrió a cargo de la presidenta de la Asamblea de Extremadura, Blanca Martín Delgado; la vicepresidenta primera y consejera de Hacienda y Administración Pública, Pilar Blanco-Morales Limones; el alcalde de Mérida, Antonio Rodríguez Osuna; y el presidente del Observatorio Profesional de Protocolo y Eventos, Rafael Vidal Gómez de Travecedo.
El III Congreso de protocolo y eventos se celebró en Madrid entre los días 14 al 16 de noviembre de 2024, en colaboración con la Universidad Camilo José Cela y contó con la colaboración de ABANCA, la Diputación Provincial de A Coruña, la Diputación Foral de Álava, además de todas las asociaciones de protocolo de España y la Revista Protocolo.
El acto inaugural contó con la participación del rector de la Universidad Camilo José Cela, Jaime Olmedo, el presidente del Pleno del Ayuntamiento de Madrid, Borja Fanjul y el presidente del Observatorio, Rafael Vidal.

### La Declaración de Mérida
La “Declaración de Mérida”, aprobada con ocasión del II Congreso de Protocolo y Eventos celebrado en Mérida (Extremadura), reclama un mayor reconocimiento, desde las instituciones públicas y privadas, para el presente y futuro de los profesionales de
protocolo y organización de eventos, la lucha contra el intrusismo, la actualización de la normativa y la conveniencia de que en la Administración exista la figura del jefe de protocolo del Estado.
Por un protocolo responsable, humanista y conciliador, abierto a los cambios sociales, respetuoso con las normas y tradiciones, comprometido con el medio ambiente, la equidad de género, la diversidad y cercano a la ciudadanía
Enlace a la Declaración de Mérida.

## Asociaciones colaboradoras
Colaboran con el Observatorio Profesional de Protocolo y Eventos: Asociación Española de Protocolo (AEP), Associació Catalana de Protocol i Relacions Institucionals (ACPRI), Asociación de Comunicación, Relaciones Públicas y Protocolo de Córdoba (ACRP),
Asociación de Técnicos de Protocolo de Galicia (ATPG), Asociación para el Estudio y la Investigación del Protocolo Universitario (AEIPU), Asociación de Protocolo, Eventos y Comunicación de Asturias (APECA) y la Asociación Aragonesa de Protocolo.